# 다이헤이요 미술회
다이헤이요 미술회(일본어: 太平洋美術会) 또는 태평양 미술회는 일본의 미술 단체로 사단법인이다.
1889년에 고야마 쇼타로 등이 결성한 메이지 미술회가 하쿠바카이로 인해 세력이 약해지면서 1901년에 해산한 뒤, 메이지 미술회 출신의 일부 화가들이 결성하여 1902년에 제1회 전시회를 개최했다. 초기의 핵심 인물은 요시다 히로시, 나카가와 하치로 등이다.
이후 프랑스 유학파인 가노코기 다케시로, 나카무라 후세쓰 등이 1904년과 1905년에 각각 귀국한 뒤 타이헤이요에 합류하여 반 하쿠바카이 계열을 이루었다. 1957년에 현재의 이름으로 개칭했고, 1975년에는 사단법인 인가를 받았다. 서양화(유화와 수채화), 조각, 판화, 염직의 미술 각 분야로 나뉘어 있다.
1904년에 연구소를 개설하여 교육 기관으로 운영되었다. 이 연구소는 1929년 다이헤이요 미술학교로 개칭되었으며, 초대 교장은 역사화가로 유명한 서양화가 나카무라 후세쓰가 맡았다. 태평양 전쟁 때 폐쇄되었다가 1957년에 복구하여 다이헤이요 미술회 연구소로 운영되고 있다.

## 갈이 보기
- 메이지 미술회
- 하쿠바카이